# 祖·拜登退出2024年美國總統選舉

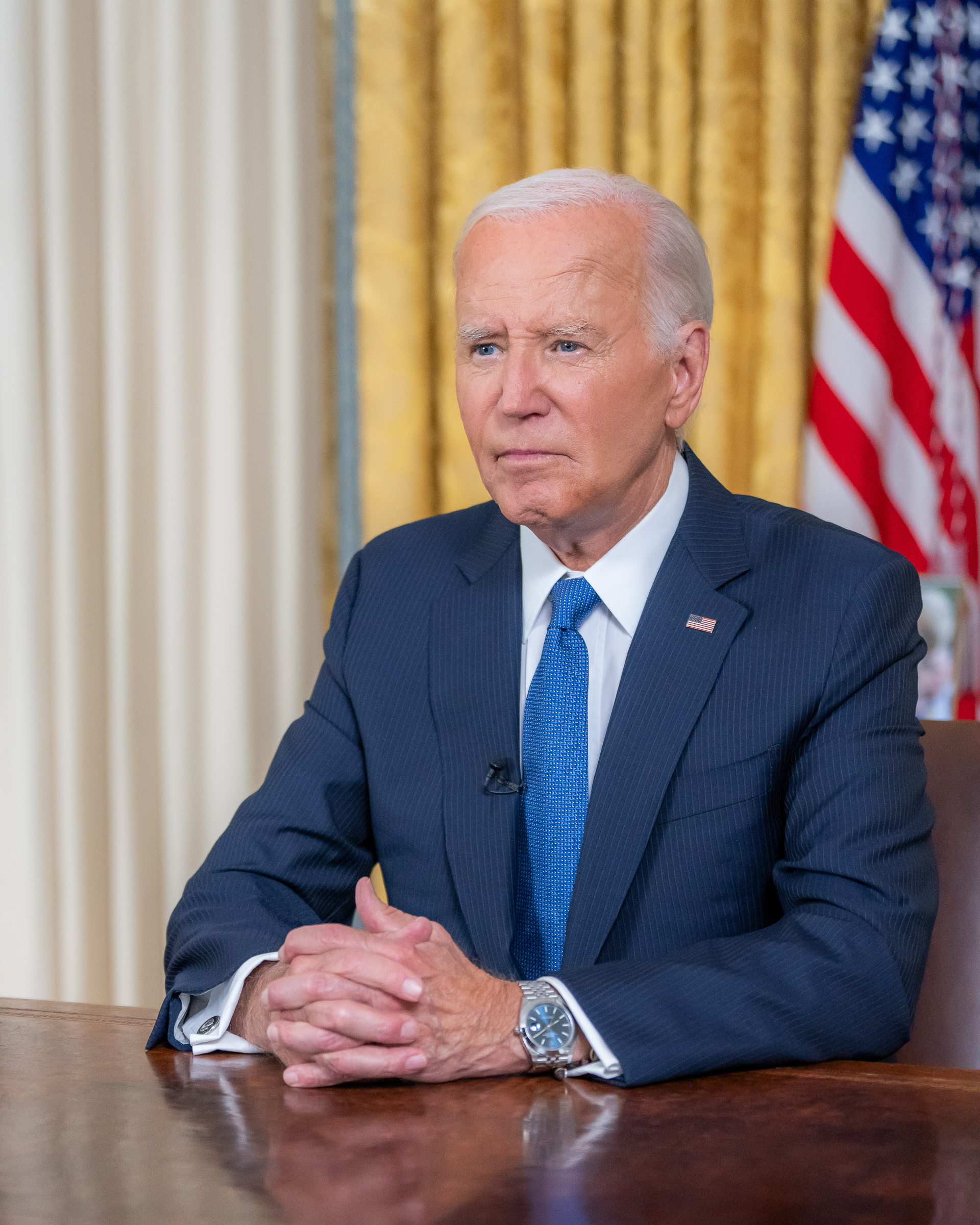
拜登在電視直播中向國家發表講話宣佈他退選的決定（2024年7月24日）

2024年7月21日，美國總統乔·拜登通過社交媒體發表聲明退出2024年美國總統選舉，並隨後支持美國副總統賀錦麗成為民主黨總統候選人。民主黨內部對拜登的擔憂主要集中在他的高齡以及健康狀況能否勝任第二任期。2024年6月的選舉辯論中，拜登表現不佳，加劇了民眾對他的質疑，因此他收到眾多民主黨員要求其退出選舉的呼聲。到7月19日，要求他退出選舉的資深民主黨人數量已超過30人。
經過媒體數月的預測，2023年4月25日，拜登宣佈他將參加2024年美國總統選舉，並再次與賀錦麗搭檔。這次競選活動恰逢他2020年總統競選活動四周年。當天，蓋洛普民調顯示拜登的支持率為37%，大多數受訪者表示經濟是他們最關心的問題。在競選活動中，他推廣一項名為「拜登經濟學」的經濟政策，這是應對2019冠狀病毒病疫情後的政策。
首次總統辯論於2024年6月27日舉行，參與者是拜登和唐納·川普。拜登的表現廣受批評，評論員稱他經常回答含糊不清，顯得步履蹣跚、聲音沙啞，並多次無法記住數據或清晰表達觀點。多名報紙專欄作家宣佈特朗普為辯論的贏家，民調顯示大多數公眾認為特朗普贏得了辯論。辯論後，拜登的健康狀況引發質疑，他面臨來自同黨和多家主要新聞媒體編輯部的呼聲，要求他退出競選。拜登最初堅持自己會繼續參選，但在7月21日，他在X帳戶上發佈一封簽名信，宣佈退出競選，稱這是「為了（民主）黨和國家的最大利益」。隨後，他在推文中支持賀錦麗接替自己成為候選人。拜登是自1968年林登·詹森以來，首位有資格連任但選擇不再競選連任的現任總統，也是美國歷史上首位在党内初選獲勝後選擇不再競選連任的總統。

## 背景

### 拜登的候選資格
2023年4月25日，經過數月的猜測，總統拜登確認他將參加2024年美國總統選舉，並再次與副總統賀錦麗搭檔。這次競選活動恰逢他2020年總統競選活動的四周年紀念日。當天，蓋洛普民調顯示拜登的支持率為37%，大多數受訪者表示經濟是他們最關心的問題。在競選活動中，拜登推廣2019冠狀病毒病疫情後的經濟復甦政策。他經常以「讓我們把事做完」為政治口號。
拜登將保護美國民主作為其競選活動的核心焦點，並致力於在最高法院推翻羅訴韋德案後恢復聯邦墮胎權。他還計劃增加邊境巡邏和安全資金，並增加執法資金，同時推動警察改革。拜登承諾支持、保護和擴大LGBT權利，並經常提及他之前通過的《基礎設施投資和就業法》、《晶片與科學法》和《降低通脹法》中的氣候變化投資。
拜登將加強美國的盟友關係作為其外交政策的關鍵目標，並承諾繼續支持烏克蘭對抗俄羅斯的入侵，以及支持以色列對抗哈馬斯的戰爭，稱這些對美國國家安全利益至關重要。拜登承諾繼續努力解決槍支暴力問題並捍衛《患者保護與平價醫療法案》，以回應特朗普要將該法廢除的言論。拜登提議通過「億萬富翁最低收入稅」來增加富人的稅收，以減少赤字並為窮人提供社會服務資金。
拜登的貿易政策被描述為拒絕傳統的新自由主義經濟政策和華盛頓共識，這導致製造業外包，從而引發日益增長的民粹主義反彈。拜登提議並實施針對中國戰略性行業的關稅，以保護製造業就業並對抗中國的技術和軍事野心。2024年1月23日，拜登沒有參加新罕布什爾州初選，但他在補選中獲得63.8%的選票。他希望南卡羅來納州成為首個初選州，並在2月3日以96.2%的選票贏得該州初選。拜登在內華達州獲得89.3%的選票，在密歇根州獲得81.1%的選票，分別排名第二的是「無此候選人」和「未決定」。在3月5日的「超級星期二」，他贏得16個初選中的15個，在其中13個初選中獲得80%或更多的選票。3月12日，他獲得超過贏得民主黨提名所需的1968名代表人票，成為推定候選人。

### 拜登的年齡與健康問題
在拜登的就職典禮上，拜登在78歲時宣誓就任總統，超越了他的前任特朗普成為美國歷史上最年長的總統。拜登上任時的年齡超過其他總統卸任時的年齡。在《活躍老年期雜誌》的一份報告中，醫生們指出，他的健康狀況相對於他的年齡來說是「非常優秀」，並且由醫生凱文·奧康納進行的醫學評估證明他的身體敏捷性。《華盛頓郵報》的丹·扎克描述美國政府隨著拜登的就職成為一個老年政治體制。
2024年7月，《紐約時報》報導指，來自沃爾特·里德國家軍事醫療中心、專門研究帕金森病等運動障礙的神經學家凱文·坎納德在過去八個月內八次訪問白宮，包括與拜登的醫生會面。這份報導引起爭議，因為奧康納否認報導的說法，稱坎納德在巴拉克·奧巴馬政府期間也曾到訪白宮，並指出白宮內有患有神經疾病的人員。

### 與特朗普的辯論
2024年6月27日，拜登在與特朗普的電視辯論後受到廣泛批評，特別是來自許多民主黨人的批評，稱他在辯論中表現不穩定，聲音沙啞。辯論後，許多民主黨人呼籲拜登退出競選，這引發黨內的政治危機，媒體稱之為「拜登危機」。

## 惡化

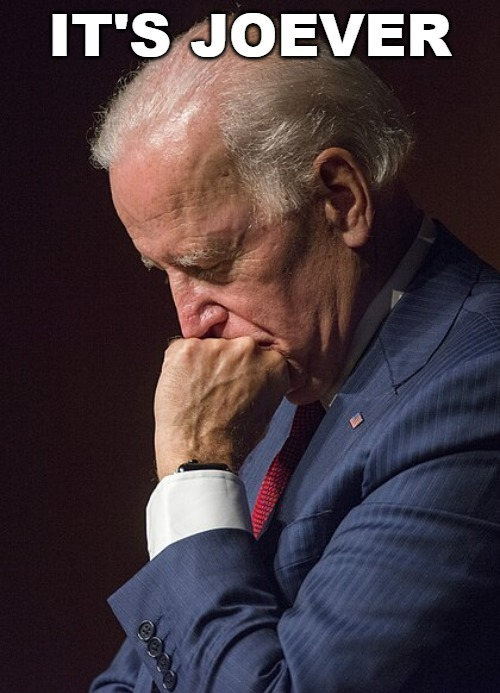
"Joever"迷因的一個例子

7月17日，ABC新聞報導指，眾議院少數黨領袖哈基姆·傑弗里斯和和參議院多數黨領袖查克·舒默向拜登表達對民主黨在國會選舉失利的擔憂。競選聯席主席傑弗瑞·卡森伯格告訴拜登，捐款者已停止為他的競選活動提供資金。
同一天，拜登檢測出2019冠狀病毒病呈陽性反應。他出現輕微症狀，包括咳嗽、流鼻涕和「身體不適」。然而，他從空軍一號下機前往隔離時顯得虛弱的照片，進一步引發對拜登健康狀況的猜測。《紐約時報》報導稱，拜登變得「更為接受」退出競選。前眾議院議長南希·佩洛西在電話中告訴拜登，她對他的競選前景持悲觀態度。7月18日，Axios報導稱，民主黨人認為拜登會退出競選，並提到來自傑佛里斯和舒默的壓力、內部民調和批評。《紐約時報》當天報導稱，拜登已經開始接受可能退出競選的現實。
在拜登宣佈退出競選之前，批評者和媒體使用「Joever」（/dʒoʊ.vər/ JOH-vər）這個詞，即是「Joe」和「over」的混成詞，來描述拜登競選的狀態。該詞起源於2020年4chan的一篇帖子，嘲笑拜登可能無法贏得2020年美國總統選舉，其很快成為互聯網上的熱門迷因，特別是在Twitter上。隨著對拜登健康和適任性的擔憂加劇，「Joever」迷因在2024年廣泛流行。另一方面，在拜登发表退出競選前几个小时，俄罗斯和中国的轰炸机抵达阿拉斯加海岸200英里以内。这是俄罗斯和中国军机首次飞近美国领土，引起了华盛顿和渥太华的警觉。

## 競選陣營反應

### 策略
拜登競選團隊採取了一項策略，以減少要求拜登退出的評論，直到他在民主黨全國代表大會之前的虛擬點名投票中獲得正式提名。

### 政策
為了回應辯論後的批評，拜登宣佈多項進步政策：包括美國最高法院改革、以實行任期限制和有約束力的道德規範、修憲以制定總統行為的起訴權、全國突擊武器禁令，以及限制租金增幅。

## 退選
7月21日，拜登的官方X帳號發佈一封公開信，宣佈退出競選。
各位美國同胞，
在過去的三年半裡，我們國家取得巨大的進步。
今天，美國擁有全球最強大的經濟體。我們在重建國家、降低老年人處方藥費用以及擴大可負擔醫療保健方面做出歷史性投資，惠及創紀錄數量的美國人。我們為一百萬名接觸有毒物質的退伍軍人提供迫切需要的護理。通過30年來首部槍支安全法。任命首位非裔女性為最高法院法官。並通過世界歷史上最重要的氣候法案。美國從未像今天這樣具備領導的優勢。
我知道，沒有你們——美國人民，這一切都不可能實現。我們共同克服百年一遇的疫情和自大蕭條以來最嚴重的經濟危機。我們保護並維護了我們的民主。我們重振並加強我們在全球的盟友關係。
能夠擔任你們的總統是我一生中最大的榮耀。儘管我本打算競選連任，但我相信，為了黨和國家的最佳利益，我應該退出競選，專注於完成我剩餘任期內的總統職責。
本週稍晚時候，我將向全國詳細說明我的決定。
目前，讓我向所有為我連任付出艱苦努力的人表達我最深的感謝。我想感謝副總統賀錦麗成為我在這一工作中的出色夥伴。並向美國人民表達我最衷心的感激，感謝你們對我的信任和信賴。

我一直堅信，當我們團結一致時，美國無所不能。我們只需記住我們是美利堅合眾國。——祖·拜登
同一天稍晚，拜登也在同一個帳號發布另一則貼文，宣布支持自2021年以來一直擔任副總統的賀錦麗代替他競選2024年總統大選。
我的民主黨同事們，我決定不接受提名，將所有精力集中在剩餘任期內的總統職責上。2020年，我作為黨提名人時做的第一個決定就是選擇賀錦麗為副總統。這是我做過的最好的決定。今天，我全力支持賀錦麗成為我們今年的黨提名人。民主黨人——是時候團結起來擊敗特朗普了。讓我們一起努力吧。——祖·拜登

## 替換候選人
隨著拜登退出競選，承諾投給拜登的代表人票將可另選他人。獲得300個代表簽名的候選人將能出現在大會的選票上。候選人必須在大會上獲得過半數代表人票才能成為提名人；如果沒有候選人能初次獲得過半數選票，將允許額外的700名超級代表投票選擇候選人。之前承諾支持拜登的將近3800名代表現在都不再受限。儘管拜登支持賀錦麗，但民主黨全國委員會的規則並不要求這些代表遵循拜登的建議來支持他選擇的繼任者。

## 反應

### 選舉陣營

#### 民主黨
前美國總統比爾·克林頓和巴拉克·奧巴馬對拜登作為總統的工作表現表示讚賞，奧巴馬指出：「祖·拜登是美國歷史上最有影響力的總統之一」，並表示拜登「因為他相信這對美國是最好的，所以他才會做出這個決定」。許多民主黨人稱讚拜登的決定「無私」，如南卡羅來納州眾議員吉姆·克萊伯恩，奧巴馬顧問大衛·阿克塞爾羅，以及俄亥俄州眾議員格雷格·蘭德斯曼，參議院多數黨領袖查克·舒默表示，拜登「再次將國家、政黨和我們的未來置於首位」。前美國國務卿和總統候選人希拉里·克林頓也表達同樣的看法並支持賀錦麗。
在拜登宣布退出竞选后，民主党收到了金主答應捐赠1.5亿美元的新承诺。

#### 特朗普陣營
在拜登宣佈退選後，特朗普在他的社交媒體平台Truth Social上發表聲明，稱拜登「不適合競選總統，當然也不適合擔任總統」，並稱他是「美國歷史上最差的總統」。

### 國際
- ：澳大利亞總理安東尼·阿爾巴尼斯讚揚拜登，表示他「領導的經濟體創造更多的就業機會，工資也有所上升，並且在世界朝著淨零碳排放過渡的過程中取得進展。他還在性別平等等問題上堅持立場。拜登總統是澳大利亞的好朋友，這種關係將會繼續[75]。」其還表示「澳美同盟從未如此強大，我們在民主價值觀、國際安全、經濟繁榮和氣候行動方面有共同的承諾，這對當代和未來世代都至關重要[76]。」

- 巴西：巴西總統路易斯·伊納西奧·盧拉·達席爾瓦表示：「是否參選只能由他自己決定」並強調「……巴西將與任何當選的人保持關係[77]。」

- 加拿大：加拿大總理賈斯汀·杜魯多說：「我認識拜登總統很多年了。他是一個偉大的人，他所做的一切都是出於對國家的愛。作為總統，他是加拿大的夥伴，也是我們的真朋友。致拜登總統和第一夫人：謝謝你們[75][78][79]。」

- 中华人民共和国：中華人民共和國外交部發言人毛寧在7月22日的例行新聞發佈會上表示「美国大选是美国内政」，拒绝发表评论。[80][81]

- 捷克：捷克共和國總理彼得·費亞拉表示：「這無疑是一個服務國家數十年的政治家之決定。這是一個負責任且個人上困難的決定，但因此更加珍貴。我為美國祈禱，希望在兩位強大且平等的候選人之民主競爭中出現一位好總統[75][76]。」

- 德国：德國總理奧拉夫·朔爾茨在X上發表聲明，稱「祖·拜登取得巨大的成就：為他的國家、為歐洲、為世界……多虧了他，跨大西洋合作密切，北約強大，美國是我們的可靠夥伴。他不再參選的決定值得認可[75][76]。」

- 爱尔兰：愛爾蘭總理西蒙·哈里斯在聲明中表示感謝拜登，說：「我代表愛爾蘭人民和政府……感謝你，總統先生，感謝你的全球領導力和友誼，當你宣佈將不參加2024年美國總統選舉時……祖·拜登，在他擔任的所有職位上，始終是愛爾蘭和平的不懈聲音和熱情工作者，我們國家為此感謝他[75]。」副總理馬丁說他以「既悲傷又欽佩的心情」得知拜登的決定。「這無疑是最艱難的決定之一，但一如既往，這個決定充滿尊嚴和風範。我知道愛爾蘭人民會祝福拜登總統[76]。」

- 以色列：以色列總統艾薩克·赫爾佐格感謝拜登「多年來對以色列人民的友誼和堅定支持」[82]，在社交媒體上的聲明中[83]，他接著說：「作為第一位在戰時訪問以色列的美國總統，作為以色列總統勳章的獲得者，作為猶太人民的真正盟友，他是我們兩國人民之間牢不可破的紐帶的象徵[76][79]。」國防部長約阿夫·加蘭特說：「感謝拜登總統多年來對以色列的堅定支持。你的堅定支持，尤其是在戰爭期間，極為寶貴。我們對你的領導和友誼深表感謝[75]。」

- 墨西哥：墨西哥總統安德烈斯·曼努埃爾·洛佩斯·奧夫拉多爾讚揚拜登是「一位出色的領袖」，並取得了「非常好的成果」。他還表示：「在政治上，他決定不參加連任，這是民主黨內部的決定，我們將繼續努力與美國政府保持良好關係[84]。」

- 新西兰：紐西蘭總理克里斯托弗·盧克森表示：「拜登總統一生致力於公共服務，這值得我們尊重。我感謝總統對美國的領導和對紐西蘭的承諾。我期待在他任期剩餘的時間內與他合作[75][76]。」

- 挪威：挪威首相約納斯·加爾·斯特勒告訴路透社：「我尊重拜登總統不再參選的決定。他說這一決定是出於將國家置於個人之前的原因。這種理由令人敬佩……祖·拜登是幾十年來美國最突出的政治家之一，是一位進行多項重要改革的總統。我特別稱讚他在北約中的領導力，並期待與拜登合作直到明年一月底[75]。」

- 菲律賓：菲律賓總統邦邦·馬可斯形容拜登的退選是「真正政治家的表現」，並感謝他「在關鍵而困難的時期對菲律賓持續和堅定支持」[85]。

- 波蘭：波蘭總理唐納德·圖斯克在X上說：「拜登總統先生，你多次做出困難的決定，使波蘭、美國和世界更安全，使民主和自由更強大。我知道您在宣佈這一最新決定時也是以同樣的原則為指導。這可能是你一生中最艱難的決定[75]。」

- 西班牙：西班牙總理佩德羅·桑切斯在X上表示：「我對總統拜登的勇敢和有尊嚴的決定表示敬意。多虧他的決心和領導力，美國克服大流行後的經濟危機和對國會大廈的嚴重襲擊，並在面對普京的俄羅斯侵略，他對烏克蘭的支持堪稱典範。這是一位偉大總統的偉大姿態，他始終為民主和自由而奮鬥[75]。」

- 乌克兰：烏克蘭總統弗拉基米爾·澤連斯基表示，他的國家尊重拜登的「艱難但強而有力的決定」，並感謝他的「堅定支持」[86][87]。

- 英国：英國首相施紀賢在X上發佈聲明，稱他尊重拜登放棄競選的決定，並期待在他任期剩餘的時間內與他合作[88]。反對黨領袖、前首相辛偉誠也祝賀他並祝他一切順利[89]。

- 委內瑞拉：委內瑞拉總統尼古拉斯·馬杜羅在一次競選活動中表示，拜登「做出最明智和正確的決定……他優先考慮他的家庭和健康。他意識到，在這個年紀和健康狀況不佳的情況下，他無法承擔國家的重任，更不用說參選總統了[75]。」

## 选后
民主党候选人贺锦丽最终在2024美国总统选举中败给川普。在民主黨全國委員會準備選舉新主席之際，民主黨全國委員會即將離任的主席傑米·哈里森接受了美联社采访，对民主党在2024年的大败进行了反思。他认为，如果拜登在六月的辯論表現糟糕後結束連任競選，使副總統卡馬拉·哈里斯有更多時間競選，结果或有所不同。但他同时认为，民主黨在 2024 年應該堅持支持拜登。他表示，共和党人并没有因为川普的罪犯身份而抛弃他，民主黨要从中學到一些東西。

## 外部鏈結
- 祖·拜登在X宣佈退選的貼文 （页面存档备份，存于）